# Кінець «Сатурна»
«Кінець „Сатурна“» — радянський художній фільм 1968 року за документальною повістю Василя Ардаматського, продовження фільму «Шлях до „Сатурна“». Друга частина трилогії. Продовження у фільмі «Бій після перемоги».

## Сюжет
Отримавши відомості про німецьких шпигунів, радянські розвідники змогли дезінформувати розумного і підступного ворога за допомогою фальшивих повідомлень. Діяльність потужного розвідоргану «Сатурн» виявляється нейтралізованою. В основу сюжету покладена кіноверсія однієї з радіоігор з противником, яку вів контррозвідник Григорій Григоренко.

## У ролях
- Зоя Василькова —  Гретхен
- Михайло Волков —  Крилов / Крамер
- Григорій Гай —  Андронов (офіцер «Сатурна»)
- Михайло Глузський —  Сівков
- Микола Граббе  Ольховиков
- Георгій Жжонов —  генерал Тімерін
- Володимир Кашпур —  лейтенант Бударін (зв'язковий Крилова)
- Євген Кузнецов —  генерал Симаков
- Людмила Максакова —  Софі
- Володимир Муравйов —  Завгородній
- Володимир Покровський —  офіцер «Сатурна», полковник фон Клеє
- Микола Прокопович —  офіцер «Сатурна», майор Вільгельм
- Людмила Шапошникова —  офіцер «Сатурна», капітан Шенеман
- Микола Сімкін —  Гур'єв
- Валентина Тализіна —  Надя (озвучує Антоніна Кончакова)
- Аркадій Толбузін —  генерал Дробот
- Віктор Уральський —  співробітник НКВД
- Андрій Файт —  начальник штабу групи армій «Центр»
- Бруно Фрейндліх —  адмірал Вільгельм Канаріс
- Геннадій Юхтін —  Суконцев
- Микола Сморчков —  партизан
- Володимир Маренков —  зв'язковий
- Борис Юрченко —  Черненко
- Леонід Євтіф'єв —  епізод
- Леонід Чубаров —  епізод
- Борис Клюєв —  німецький офіцер
- Ервін Кнаусмюллер —  німецький майор
- Володимир Ферапонтов — Грибков

## Знімальна група
- Автори сценарію: Василь Ардаматський, Михайло Блейман, Віллен Азаров
- Режисер: Віллен Азаров
- Оператор: Марк Дятлов
- Художник: Семен Ушаков
- Композитор: Олександр Флярковський
- Другий режисер: Ігор Гостєв
- Звукооператор: Ігор Майоров
- Диригент: Емін Хачатурян